# Залізничний вокзал (Бахмач)
Залізничний вокзал — пам'ятка архітектури місцевого значення в місті Бахмач (Чернігівська область, Україна). Будівля використовується за призначенням як станція «Бахмач-Пасажирський».

## Історія
Рішенням виконкому Чернігівської обласної ради народних депутатів від 28.04.1987 № 119 присвоєно статус пам'ятка архітектури місцевого значення з охоронним № 40-Чг під назвою Залізничний вокзал.

## Опис
1922 року в Бахмачі побудовано вокзал у формах бароко. 1941 року, під час Німецько-радянської війни, зруйновано.
Новий вокзал у неоготичному стилі побудовано 1953 року за проєктом архітектора «Мосгіпротрансу» А. Кулагіна. На території вокзалу встановлено пам'ятник паровозу ЭМ736-17.
Цегляний, 2-4-поверховий, симетричний, прямокутний у плані будинок, подовжений за віссю захід—схід. Складається з різновеликих обсягів, які виростають зі сходу на захід — де до 2-поверхового обсягу із заходу примикає 4-поверховий обсяг. Фасад західного 4-поверхового обсягу має бічні ризаліти, які завершуються прямокутними (четверик) вежами, увінчаними шатрами зі шпилями. Між ризалітами розташовано троє вхідних дверей з арковою фрамугою над ними, фасад завершує фронтон з пінаклем. Фасади по центру 2-поверхового обсягу з ризалітами увінчаними фронтонами з пінаклями, перекрито двосхилим дахом; також торець завершується фронтоном. Схили даху з люкарнами. Фасад будівлі і вежі (4-поверхового обсягу) прикрашено численним ліпним декором, пілястрами. Будівля має кілька входів.